# Hechtel-Eksel
Hechtel-Eksel è un comune belga di 11 517 abitanti, situato nella provincia fiamminga del Limburgo belga.
Durante la seconda guerra mondiale fu base di operazioni per il XXX corpo d'armata inglese nell'ambito dell'operazione Market Garden.